# Zythos strigata
Zythos strigata là một loài bướm đêm trong họ Geometridae.